# 스위스 슈퍼리그 2011-12
스위스 슈퍼리그 2011-12
- 우승 팀은 FC 바젤이다.
- FC 시옹은 자국 슈퍼리그와 컵 대회에서 부적격 선수를 출전시킨게 밝혀져서 승점 36점이 감점되었다.
- 뇌샤텔 크사막스는 파산으로 5부 리그로 강등이 확정되었다.
- FC 시옹은 9위로 시즌을 마감하여 승강 플레이오프를 치뤘고 FC 아라우에게 1, 2차전 합계 3:1로 이기며 잔류를 하게 되었다.

## 리그 순위
| 순위 | 팀                  | 경기 | 승 | 무 | 패 | 득 | 실 | 차  | 승점 | 참가 자격 및 강등                    |
| ---- | ------------------- | ---- | -- | -- | -- | -- | -- | --- | ---- | ------------------------------------ |
| 1    | 바젤 (C)            | 34   | 22 | 9  | 3  | 78 | 32 | +46 | 75   | UEFA 챔피언스리그 2012-13 2차 예선전 |
| 2    | 루체른 (Q)          | 34   | 14 | 12 | 8  | 46 | 32 | +14 | 54   | UEFA 유로파리그 2012-13 플레이오프   |
| 3    | 영 보이스 (Q)       | 34   | 13 | 12 | 9  | 52 | 38 | +14 | 51   | UEFA 유로파리그 2012-13 2차 예선전   |
| 4    | 세르베트 (Q)        | 34   | 14 | 6  | 14 | 45 | 53 | -8  | 48   | UEFA 유로파리그 2012-13 2차 예선전   |
| 5    | 툰                  | 34   | 11 | 10 | 13 | 38 | 41 | -3  | 43   |                                      |
| 6    | 취리히              | 34   | 11 | 8  | 15 | 43 | 44 | -1  | 41   |                                      |
| 7    | 로잔 스포르         | 34   | 8  | 6  | 20 | 29 | 61 | -32 | 30   |                                      |
| 7    | 그라스호퍼          | 34   | 7  | 5  | 22 | 32 | 66 | -34 | 26   |                                      |
| 9    | 시옹 (–36) (O)      | 34   | 15 | 8  | 11 | 40 | 35 | +5  | 17   |                                      |
| 10   | 뇌샤텔 크사막스 (R) | 18   | 7  | 5  | 6  | 22 | 22 | 0   | 26   |                                      |

* 마지막 업데이트 : 2012년 5월 20일
* 출처 : Super League
* 순위 결정방식 : 
1) 승점; 2) 골 득실차; 3) 득점 수.
1:
* (C) = 우승; (R) = 강등; (P) = 승격; (O) = 플레이오프 승리; (A) = 다음 라운드 진출 
* 시즌이 끝나지 않은 경우만 사용되는 표시: 
(Q) = 대항전 진출 자격이 됨; (TQ) = 대항전 진출 자격이 됐으나 진출할 라운드가 정해지지 않음; (RQ) = 강등 결정전 진출 자격이 됨; (DQ) = 대항전 진출 자격을 잃음.